# Sak Muwaan
 (avril 2019).
Si vous disposez d'ouvrages ou d'articles de référence ou si vous connaissez des sites web de qualité traitant du thème abordé ici, merci de compléter l'article en donnant les références utiles à sa vérifiabilité et en les liant à la section « Notes et références ».
 (mai 2024).
Sak Muwaan (en français : « oiseau blanc ») était un roi maya de Motul de San José, au Guatemala. Il régna vers la fin du VIIe siècle et/ou au début du VIIIe siècle.
Les seules traces de ce monarque sont des inscriptions sur deux vases, qui n'ont pas pu être datées précisément.
Son successeur probable est Yeh Te̓ K̓inich I.
Un navire de style Ik possède un texte hiéroglyphique déclarant qu'il était la propriété de Chuy-ti Chan, le fils de Sak Muwaan. Chuy-ti Chan est décrit comme un artiste et un joueur de balle.